# Giustina di Padova
Giustina di Padova (Padova, seconda metà del III secolo – Padova, 7 ottobre 304) è stata una martire, commemorata come santa dalla Chiesa cattolica.

## Agiografia
Giustina è vissuta tra la fine del III e gli inizi del IV secolo. Nacque da una distinta famiglia padovana durante il periodo delle persecuzioni cristiane di Diocleziano.

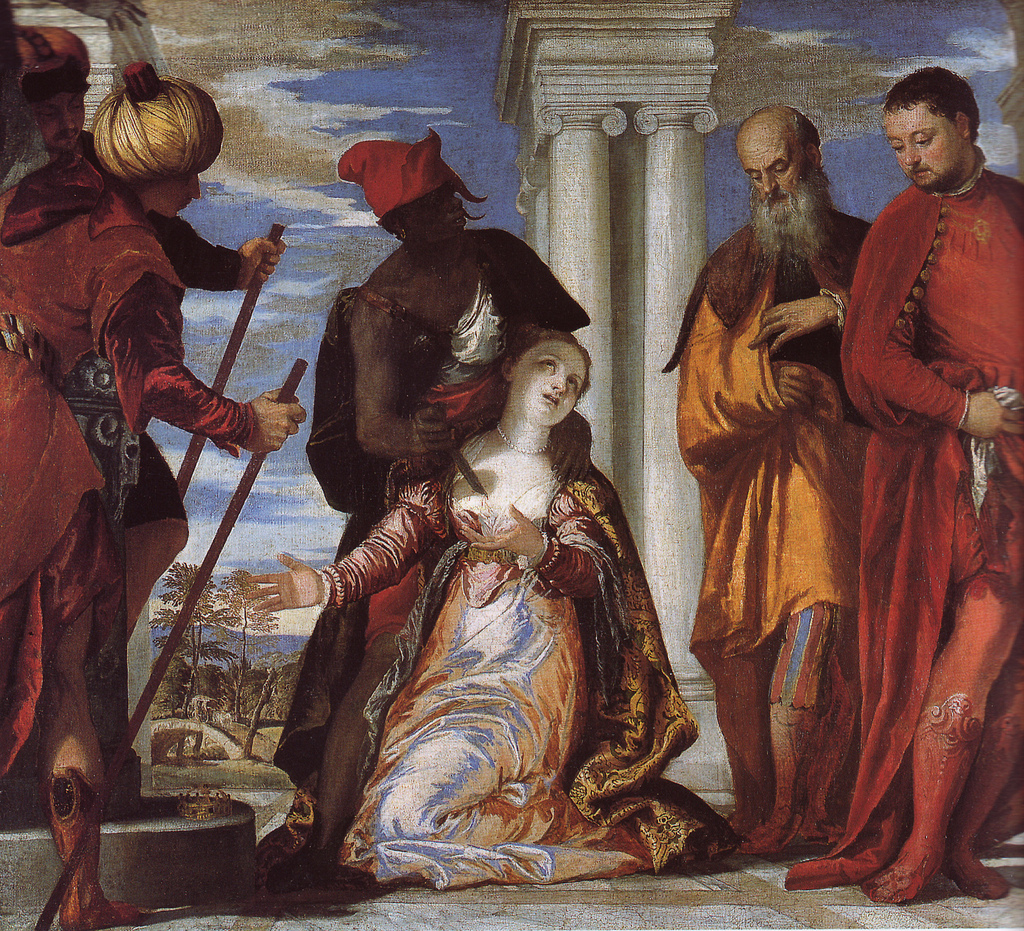
Martirio di Santa Giustina, Paolo Veronese, 1570-1575 Galleria degli Uffizi

A causa del suo rifiuto verso la religione pagana il 7 ottobre del 304 fu fermata dai soldati dell'imperatore Diocleziano e condannata a morte. L'esecuzione avvenne tradizionalmente ai piedi del Pontecorvo. Fu sepolta nei pressi del teatro romano Zairo. Oggi il suo corpo si trova sotto la mensa dell'altar maggiore nella grandiosa Basilica di Santa Giustina a Padova.

## Il culto
Sulla tomba di Giustina fu fondato già nel VI secolo dal prefetto del pretorio Venanzio Opilione un primo santuario, che fu poi ingrandito e dal XV secolo divenne un importante centro monastico. I Benedettini fondarono la Congregazione di Santa Giustina nel XV secolo. Soppresso da Napoleone Bonaparte nel 1810, il monastero è stato riaperto nel 1919 ed ospita al suo interno la Biblioteca statale del monumento nazionale di Santa Giustina. 
La diffusione del suo culto fu molto precoce ed è attestato a Rimini in un'iscrizione del VI - VII secolo e a Como nell'oratorio che il vescovo Agrippino le dedicò nel 617. Il culto per la santa assunse un valore particolare alla fine del Cinquecento perché nel giorno della sua festa, il 7 ottobre 1571, la flotta della Lega Santa sconfisse nella battaglia di Lepanto quella turca e riuscì così a frenare l'avanzata dell'Impero ottomano nel Mediterraneo.

### Patronati
È patrona di alcuni comuni italiani, tra i quali:
- Padova insieme a Sant'Antonio, San Prosdocimo e San Daniele. È titolare di un'importante basilica della città veneta, inoltre Donatello la raffigurò a tutto tondo sull'altare della basilica del Santo (statua di Santa Giustina).
- Arcugnano (VI)
- Arzano (NA)
- Auronzo di Cadore (BL), parrocchia di Villagrande
- Enego (VI)
- Limana (BL) (Titolare della chiesa e della parrocchia)
- Montegalda (VI)
- Palmanova (UD) compatrona
- Pernumia (PD)
- Pieve di Bono (TN)
- Roana (VI)
- San Michele Mondovì (CN)
- Santa Giustina (BL)
- Santa Giustina in Colle (PD)
- Solagna (VI)
- Casola piccolo paese in provincia di Parma
- Venezia, di cui è compatrona. A lei era dedicata una chiesa nella città in cui il Doge si recava in processione nel giorno della sua festa per ascoltare il canto del Te Deum per ringraziare la santa della sua intercessione presso Dio con cui, il 7 ottobre 1571, avrebbe permesso la vittoria della Lega Santa nella Battaglia di Lepanto: in suo onore era coniata anche una specialissima osella, la giustina, oggi molto ricercata dai collezionisti di numismatica per la sua rarità e raffinatezza.